# Passagem Duncan

Passe Duncan

A passagem Duncan, no oceano Indico, se alarga sobre 48 km de água entre o arquipélago das Grande Andamã (Ilha de Rutland, ao norte) da ilha da Pequena Andamã (ao sul). O golfo de Bengala se encontra a oeste do estreito, enquanto que o mar de Andamã se encontra a leste. A profundidade máxima é de 38 m.
A passagem comporta diversas ilhas e ilhotas. De norte a sul:
- as ilhas Cinque, sítio mundial de mergulho. O estreito Manners separa essas ilhas da ilha Rutland ;
- Passage Island ;
- The Sisters, duas ilhotas lado a lado;
- North Brother Island ;
- South Brother Island.